# Čilenski peso
Čilenski peso (špansko peso chileno) je denarna enota v Čilu. Njegova tričrkovna oznaka po ISO 4217 je CLP, šifra pa je 152. V Čilu zneske največkrat označujejo z znakom $, včasih tudi s chil$. Do leta 1984 se je uradno delil na 100 centavov, nato pa so jih zaradi premajhne vrednosti opustili.

## Zgodovina
Prvi čilski pesi so prišli v obtok ob razglasitvi neodvisnosti Čila leta 1817. 1 peso je takrat bil vreden 8 španskih kolonialnih realov. Vse do leta 1851 so bili zakonito plačilno sredstvo tudi španski srebrni kovanci, nominirani v realih ter zlati kovanci španskega zlatega eskuda, vredni 2 pesa. Leta 1835 so v obtok prišli bakreni kovanci za pol in 1 centavo. Leta 1851 so španski sistem nadomestili z decimalnim. Španski reali in eskudi so bili umaknjeni iz obtoka. Uvedli so kovance za 1 in 10 centavov, t. i. »décimos«. Od leta 1925 so pričeli izdajati kovance in bankovce za 10 pesov, t. i. »condores«.
Zaradi inflacije je peso vedno bolj izgubljal vrednost in leta 1955 so odpravili centave. Vlada Jorgeja Alessandrija se je lotila sanacije gospodarstva in 1. januarja 1960 so peso nadomestili z valuto eskudo v razmerju 1000 starih pesov za 1 eskudo.
Ker ta poseg ni dokončno rešil gospodarstva, se je Augusto Pinochet v prvi polovici 70. let lotil nove reforme in 29. septembra 1975 je bil znova uveden peso v razmerju 1000 eskudov za 1 novi peso. Kovanci za 100 eskudov so še nekaj let bili zakonito plačilno sredstvo v vrednosti 10 novih centavov. Vrednost pesa je še naprej padala in med letoma 1982 in 1984 so bili centavi postopoma odpravljeni.

## Trenutni kovanci in bankovci
Danes so v obtoku kovanci v vrednosti 1, 5, 10, 50, 100 in 500 pesov. V obtoku so še bankovci za 500 (ki so jih prenehali tiskati), 1.000, 2.000, 5.000, 10.000 in 20.000 pesov. Vsi bankovci so tiskani na papirju, izjema je le bankovec za 2.000 pesov, ki ga od leta 2004 tiskajo na polimeru.

### Kovanci
| Denominacija ($) | Datum izdaje   | Oblika      | Kovina                                                          | Premer v mm | Motiv na prednji strani       | Motiv na zadnji strani    |
| ---------------- | -------------- | ----------- | --------------------------------------------------------------- | ----------- | ----------------------------- | ------------------------- |
| 1                | marec 1992     | osmerokotna | aluminij                                                        | 15,5        | Bernardo O'Higgins            | vrednost in leto izdelave |
| 5                | maj 1992       | osmerokotna | Cualni: Cu (92 %), Al (6 %), Ni (2 %)                           | 15,5        | Bernardo O'Higgins            | vrednost in leto izdelave |
| 10               | september 1990 | okrogla     | Cualni                                                          | 21          | Bernardo O'Higgins            | vrednost in leto izdelave |
| 50               | september 1981 | desetkotna  | Cualni                                                          | 25          | Bernardo O'Higgins            | vrednost in leto izdelave |
| 100 (stari)      | november 1984  | okrogla     | Cualni                                                          | 27          | državni grb                   | vrednost in leto izdelave |
| 100 (novi)       | december 2001  | okrogla     | znotraj: alpaca (Cu (70 %), Ni (15 %), Zn (15 %)) zunaj: Cualni | 23,5        | mapuška ženska                | državni grb in vrednost   |
| 500              | december 2000  | okrogla     | znotraj: Cualni, zunaj: Alpaca                                  | 26          | kardinal Raúl Silva Henríquez | vrednost in leto izdelave |

### Bankovci
| Denominacija ($) | Datum izdaje   | Prevladujoča barva  | Dimenzije v mm | Motiv na prednji strani  | Motiv na zadnji strani                              |
| ---------------- | -------------- | ------------------- | -------------- | ------------------------ | --------------------------------------------------- |
| 500              | maj 1977       | rjava               | 145 x 70       | Pedro de Valdivia        | del slike Ustanovitev Santiaga Pedra Lire           |
| 1.000            | junij 1978     | zelena              | 145 x 70       | Ignacio Carrera Pinto    | spomenik junakom bitke za concepción Rebecce Mira   |
| 2.000 (papir)    | december 1997  | vijolična           | 145 x 70       | Manuel Rodríguez Erdoyza | dominikanska cerkev                                 |
| 2.000 (polimer)  | september 2004 | vijolična           | 145 x 70       | Manuel Rodríguez Erdoyza | dominikanska cerkev                                 |
| 5.000            | julij 1981     | rdeča               | 145 x 70       | Gabriela Mistral         | motiv na medalji Nobelove nagrade leta 1945         |
| 10.000           | julij 1989     | modra               | 145 x 70       | Arturo Prat Chacón       | posestvo San Agustín de Puñual, Pratov rojstni kraj |
| 20.000           | december 1998  | rjava, zelene, oker | 145 x 70       | Andrés Bello             | glavna zgradba Čilenske univerze                    |

## Tečaj
Julija 2012 je bil en evro vreden okoli 600 pesov, 1 ameriški dolar pa približno 490 pesov.
Trenutni tečaj na XE.com: EUR:CLP, USD:CLP

## Glejte tudi
- čilenski eskudo
- peso